# Schloss Adolfsburg

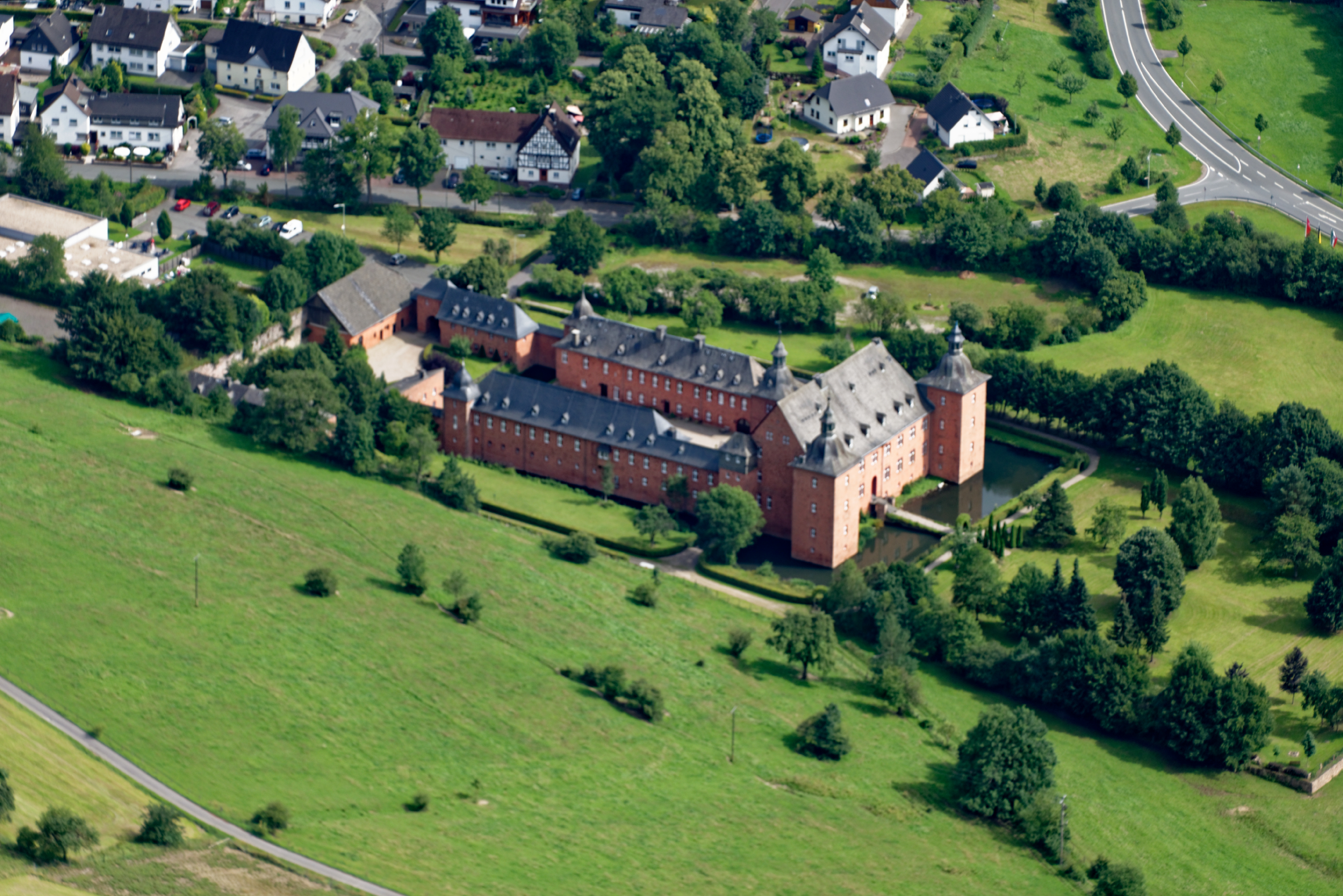
Luftbild des Schlosses

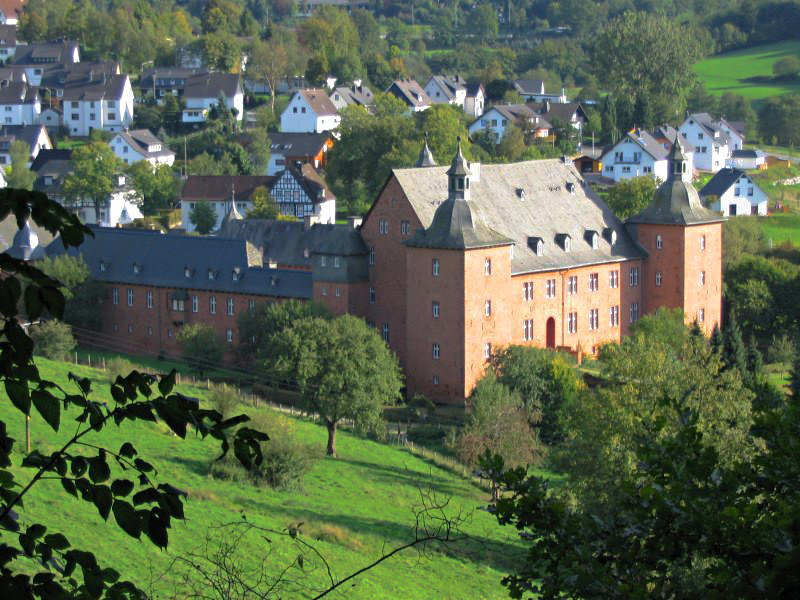
Ansicht des Schlosses von Nordwesten

Das Schloss Adolfsburg, auch Adolphsburg geschrieben, ist ein Wasserschloss im Hundemtal am Ortseingang von Oberhundem, einem Ortsteil der Gemeinde Kirchhundem im Kreis Olpe in Nordrhein-Westfalen.

## Geschichte

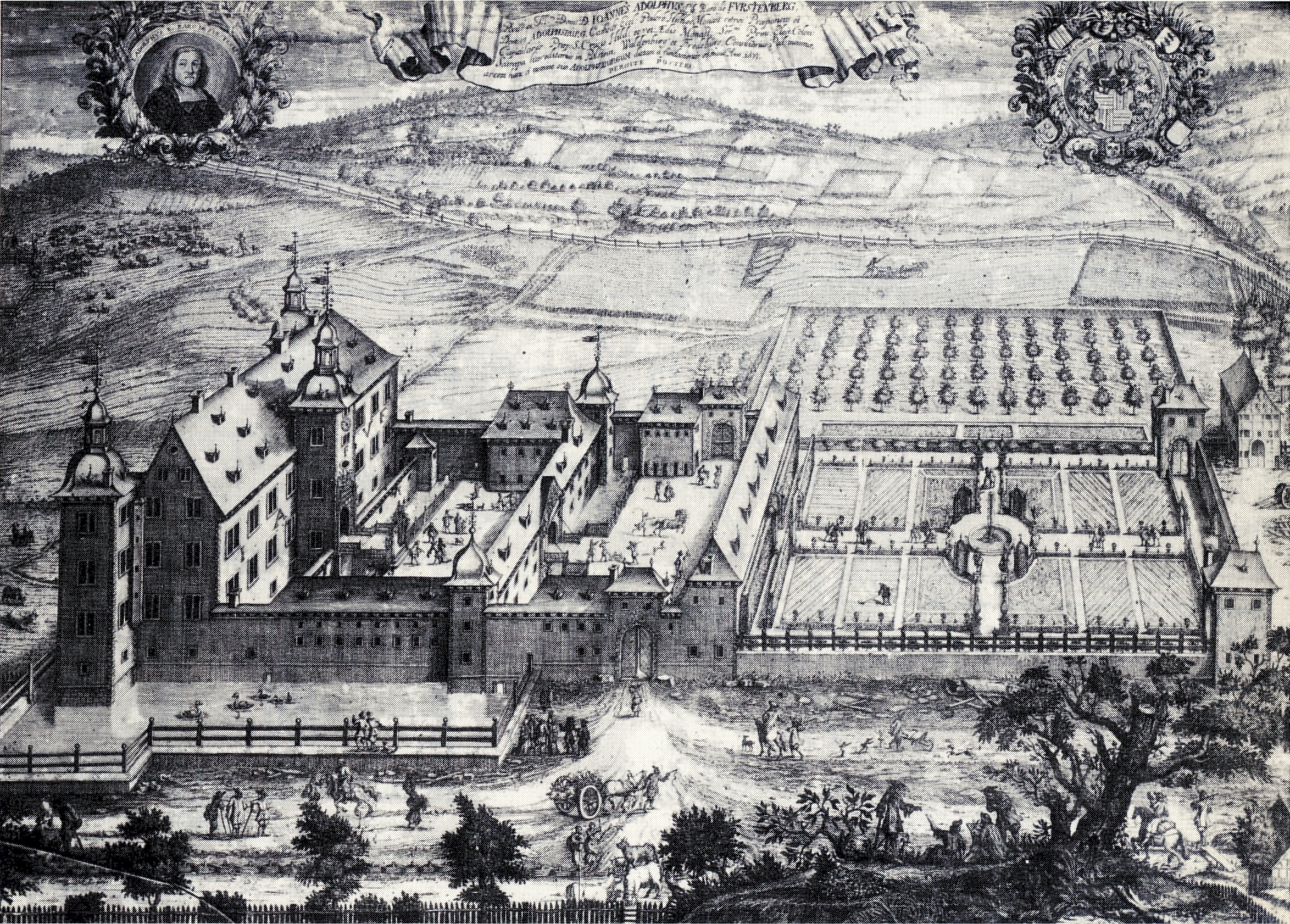
Alter Stich der Adolfsburg, kurz nach Fertigstellung des Schlosses

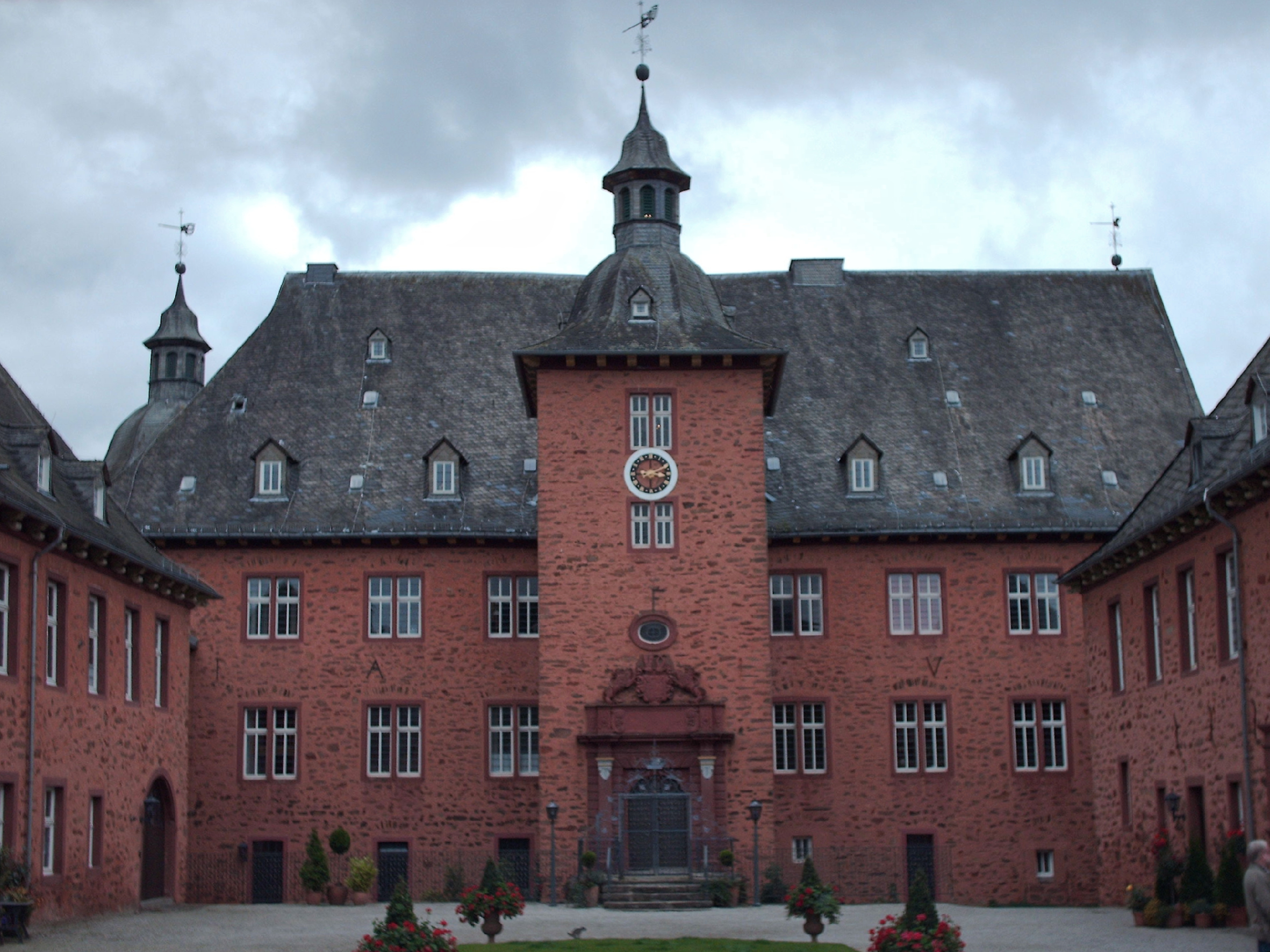
Innenhof

Schloss Adolfsburg führt seinen Namen auf den Erbauer Johann Adolf von Fürstenberg zurück, der es in den 1670er Jahren wahrscheinlich nach Plänen von Ambrosius von Oelde auf den Resten eines alten Burgsitzes errichten ließ. Es handelt sich um ein barockes Wasserschloss, das für den Bauherrn hauptsächlich als Erholungs- und Alterssitz gedacht war. Johann Adolf von Fürstenberg, ein Spross der seit dem 16. Jahrhundert unter anderem in den Ämtern Bilstein und Waldenburg begüterten Familie, gehörte dem geistlichen Stand an. Er war Mitglied des Domkapitels von Münster sowie Domherr und Propst zum Heiligen Kreuz in Hildesheim. 
Zwei Kamine im Rittersaal sowie eine Alabasterbüste Johann Adolfs von Fürstenberg sind Arbeiten des Bildhauers Johann Mauritz Gröninger. Vermutlich geht auch die frühere Barockausstattung des Rittersaales auf Entwürfe Gröningers zurück.
Den Bau ermöglichte der Ankauf verschiedener Bauerngüter in Oberhundem durch Johann Adolf aus dem Besitz der Eheleute Wilhelm Heinrich von Bruch und Johanna Maria Stael von Holstein, darunter der so genannte Waltmanns- oder Brucher Hof. Durch Diplom vom 20. Februar 1676 erhob Kaiser Leopold I. das Schloss zum adeligen Herrensitz. Johann Adolf von Fürstenberg betrieb in und um Oberhundem intensiven Grunderwerb und arrondierte damit seinen dortigen Besitz.
Die Vorburg entstand um das Jahr 1681. Nach Johann Adolf, der von 1679 bis zu seinem Tod 1704 seinen ständigen Wohnsitz in Schloss Adolfsburg hatte, wohnten dort noch zwei weitere Generationen der Familie von Fürstenberg, und zwar Clemens Lothar (1725–1791) mit seiner Familie von 1758 bis zum Ende der 1780er Jahre und der 1766 dort geborene Friedrich Leopold von 1819 bis zu seinem Tod 1835.
Spätere Generationen der Familie von Fürstenberg nahmen ihren Stammsitz in Schloss Herdringen bei Arnsberg. Deshalb erfüllte die Adolfsburg für sie nur noch die Funktion eines Jagdschlosses. Im 18. Jahrhundert gehörten fünf Jagdbezirke rund um Heidschott, Heinsberg, Oberhundem, Saalhausen und Fleckenberg zur Burg.
Teile der Vorburg wurden durch einen Brand im Jahr 1901 zerstört. Teile der Innenausstattung des Schlosses wurden Anfang des 20. Jahrhunderts für die Neugestaltung des Inneren von Schloss Herdringen verwandt. Dazu gehören barocke Portale und die Ledertapete. Um das Gebäude wieder einer kontinuierlichen Nutzung zuzuführen, wurde es 1919 an die Missionare von der Heiligen Familie vermietet, die dort ihre erste Missionsschule auf deutschem Boden errichteten. 1940 kam es zur Schließung der Schule durch die Nationalsozialisten. Während des Zweiten Weltkrieges waren in der Adolfsburg Evakuierte untergebracht. Außerdem waren hier aus Sicherheitsgründen Teile der Sammlung des Stadtmuseums Düsseldorf deponiert. Erst 1946 konnte die Missionsschule mit zunächst zehn Schülern ihren Betrieb wieder aufnehmen. Seitdem der Orden und die Schule in das 1956 bei Altenhundem errichtete Kloster und Gymnasium Maria Königin eingezogen waren, stand Schloss Adolfsburg über mehrere Jahrzehnte leer und war vom Verfall bedroht.
Nach jahrelangen intensiven Bemühungen um den Erhalt des Bauwerks gelang es Mitte der 1980er Jahre, einen Investor zu finden, der bereit war, das Schloss zu restaurieren und einer angemessenen Nutzung zuzuführen. Am 7. März 1985 wurde die Adolfsburg als Baudenkmal in die Denkmalliste der Gemeinde Kirchhundem eingetragen. Zwischenzeitlich wurde das Schloss in einzelne Wohneinheiten unterteilt.

## Beschreibung
Bei dem Schloss handelt es sich um einen barocken Herrensitz mit Vor- und Hauptburg. Das Haupthaus ist zweigeschossig mit zwei vorspringenden Pavillontürmen auf der Westseite und einem quadratischen Treppenturm mit Barockportal auf der Hofseite. Im nördlichen Wirtschaftstrakt befindet sich ein zweigeschossiger Kapellenraum. Die zum Schloss gehörende Parkanlage entstand 1713 und ist zum Teil noch erhalten. Auf einem Teil des Parkes entstand 1970 ein Hallenbad.
Das etwa zeitgleich entstandene Schloss der Deutschordenskommende Mülheim ist weitgehend baugleich mit Schloss Adolfsburg errichtet worden.

## Lage
Das Schloss befindet sich in der Nähe des westlichen Ortseingangs. Südlich des Schlosses fließt die Hundem, welche in der Lenne mündet, vorbei.